# Agathidini
Agathidini es una tribu de himenópteros apócritos de los bracónidos. Los géneros incluidos en esta tribu incluyen:

## Géneros
- Agathis Latreille, 1804
- Alabagrus Enderlein, 1920
- Aneurobracon Brues, 1930
- Baeognatha Kokujev, 1903
- Bassus Fabricius, 1804
- Braunsia Kriechbaumer, 1894
- Camptothlipsis Enderlein, 1920
- Gyragathis van Achterberg & Long, 2010
- Ischnagathis Cameron, 1909
- Lytopylus Forster, 1862
- Megalagathis Schulz, 1906
- Mesocoelus Schulz, 1911
- Pharpa Sharkey, 1986
- Plesiocoelus van Achterberg, 1990
- Therophilus Wesmael, 1837
- Trachagathis Viereck, 1913
- Zamicrodus Viereck, 1912